# Jerome Joseph Hastrich
Jerome Joseph Hastrich (* 13. November 1914 in Milwaukee, Wisconsin; † 12. Mai 1995 in Gallup, New Mexico) war ein US-amerikanischer römisch-katholischer Geistlicher. Hastrich war zuletzt Bischof des Bistums Gallup.

## Leben
Jerome Hastrich wurde als ältestes von drei Kindern von George P. und Clara Hastrich in Milwaukee geboren. Sein Bruder George (1925–2014) wurde später ebenfalls Priester.
Hastrich wurde am 9. Februar 1941 in Milwaukee zum Priester geweiht. Danach diente er als Kaplan an Kirchen in Madison, Wisconsin. Als am 22. Dezember 1945 Papst Pius XII. das Bistum Madison gründete, wurde Hastrich nur wenige Monate später, im Jahr 1946, zum Privatsekretär des ersten Diözesanbischofs, William Patrick O’Connor, ernannt. 1952 erfolgte seine Ernennung zum Kanzler des Diözese.
Papst Paul VI. ernannte Hastrich am 25. Juli 1963 zum Weihbischof in Madison und Titularbischof von Gurza. Die Bischofsweihe spendeten ihm am 3. September 1963 Bischof O’Connor und die Mitkonsekratoren, die Bischöfe Stanislaus Vincent Bona und John Patrick Treacy.
Nach sechs Jahren als Weihbischof von Madison ernannte Papst Paul VI. Hastrich am 25. August 1969 zum Bischof von Gallup. Papst Johannes Paul II. akzeptierte das Rücktrittsgesuch Hastrichs am 31. März 1990.